# Rutka (Barciany)
Rutka (deutsch Rauttersfelde) ist ein kleiner Ort in der polnischen Woiwodschaft Ermland-Masuren und gehört zur Gmina Barciany (Landgemeinde Barten) im Powiat Kętrzyński (Kreis Rastenburg).

## Geographische Lage
Rutka liegt unmittelbar an der polnisch-russischen Staatsgrenze in der nördlichen Mitte der Woiwodschaft Ermland-Masuren, sechs Kilometer südwestlich der einstigen Kreisstadt Gerdauen (heute russisch Schelesnodoroschny) bzw. 28 Kilometer nordwestlich der heutigen Kreismetropole Kętrzyn (deutsch Rastenburg).

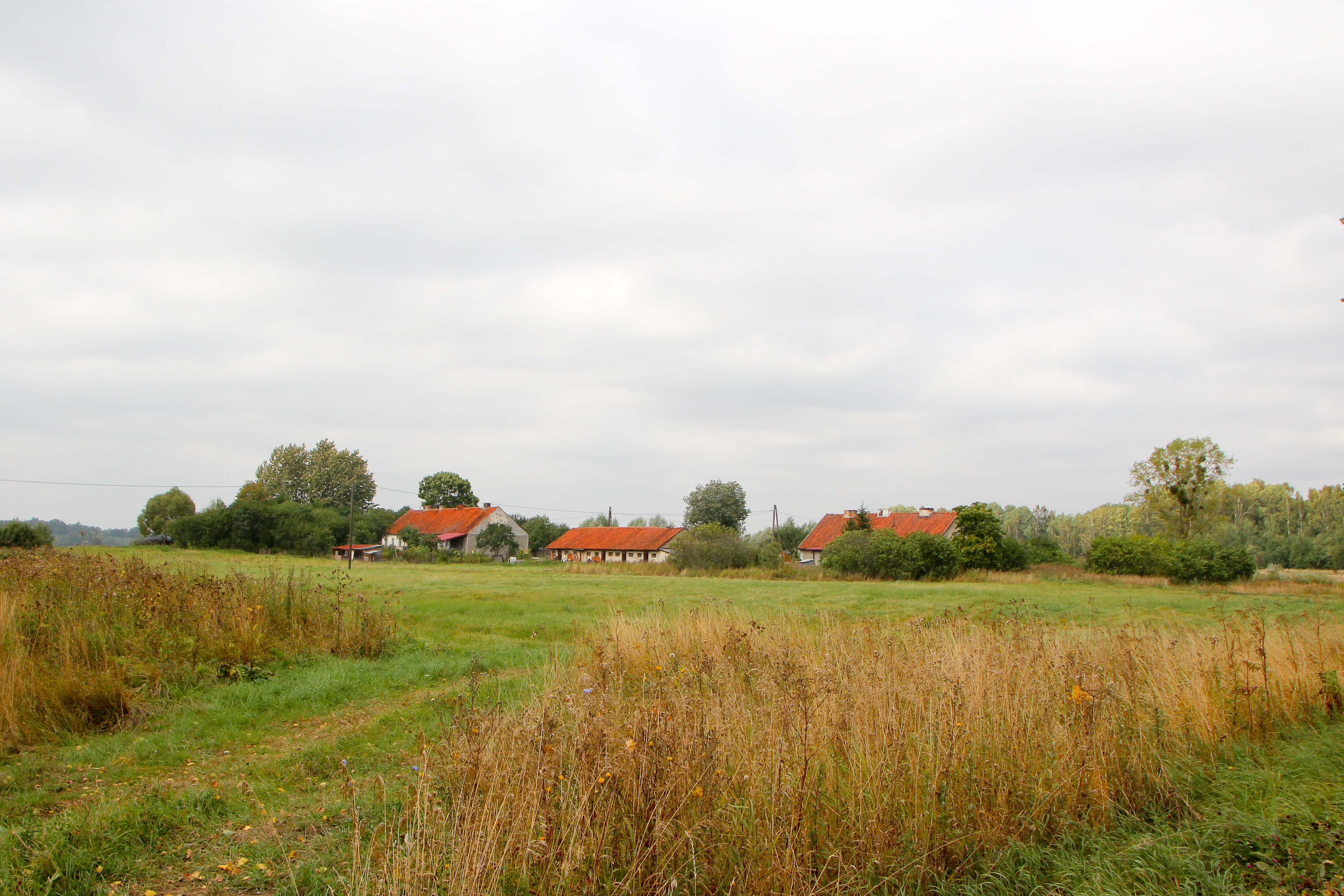
Blick auf Rutka (Rauttersfelde)

## Geschichte
Das kleine und nach 1871 auch Rautersfelde genannte Gutsdorf wurde 1827 gegründet. 1874 wurde es in den neu errichteten Amtsbezirk Momehnen (polnisch Momajny) eingegliedert, der zum Kreis Gerdauen im Regierungsbezirk Königsberg in der preußischen Provinz Ostpreußen gehörte. Im Jahre 1910 zählte Rauttersfelde 75 Einwohner.
Am 30. September 1928 gab Rauttersfelde seine Eigenständigkeit auf und schloss sich mit den Nachbarorten Groß Schellenberg (russisch Ogarewo), Klein Schellenberg und Ludwigsburg (beide russisch Stanislawskoje) – alle drei Orte liegen im russischen Grenzgebiet und gelten als aufgelöst – zur neuen – heute auch nicht mehr existierenden – Landgemeinde Schellenberg zusammen.
Rauttersfelde wurde 1945 mit dem gesamten südlichen Ostpreußen an Polen überstellt und erhielt die polnische Namensform „Rutka“. Heute ist es eine Siedlung (polnisch Osada) im Verbund der Landgemeinde Barciany (Barten) im Powiat Kętrzyński (Kreis Rastenburg), bis 1998 der Woiwodschaft Olsztyn, seither der Woiwodschaft Ermland-Masuren zugehörig.

## Kirche
Rauttersfelde war bis 1945 in die evangelische Kirche Momehnen in der Kirchenprovinz Ostpreußen der Kirche der Altpreußischen Union sowie in die katholische Kirche St. Bruno in Insterburg (russisch Tschernjachowsk) im Bistum Ermland eingepfarrt.
Heute gehört Rutka katholischerseits zur Pfarrei Momajny im jetzigen Erzbistum Ermland sowie evangelischerseits zur Kirchengemeinde Barciany, einer Filialgemeinde der Pfarrei in Kętrzyn innerhalb der Diözese Masuren der Evangelisch-Augsburgischen Kirche in Polen.

## Verkehr
Rutka ist aufgrund seiner Grenzlage lediglich über eine Nebenstraße von Momajny (Momehnen) aus zu erreichen. Ursprünglich führte diese weiter über Groß Schellenberg (russisch Ogarewo) hinaus bis zur einstigen deutschen Reichsstraße 131 (heutige russische Fernstraße A 196), zwei Kilometer westlich der Stadt Gerdauen (russisch Schelesnodoroschny). Eine Bahnanbindung besteht nicht.